# بلوط ۸۶۴۳
سیارک ۸۶۴۳ (به انگلیسی: 8643 Quercus، نامگذاری:1988SC) هشت هزار و ششصد و چهل و سومین سیارک کشف شده‌است که در ۱۶ سپتامبر ۱۹۸۸ کشف شد.
قدر مطلق سیارک برابر ۱۳٫۲۰ است.